# Buday László (biokémikus)
Buday László (Budapest, 1963. november 24. –) Széchenyi-díjas biokémikus, egyetemi tanár, a Magyar Tudományos Akadémia rendes tagja.

## Életútja
A Semmelweis Orvostudományi Egyetemen általános orvosként végzett 1988-ban. 1998-ban az MTA doktora lett, habilitációját 2000-ben szerezte. 2013-ban az MTA levelező, 2019-ben rendes tagjává választották.
A Semmelweis Egyetem Orvosi Vegytani, Molekuláris Biológiai és Pathobiokémiai Intézet egyetemi tanára, a biológiai tudományok kandidátusa, az MTA doktora (1998). Az MTA Természettudományi Kutatóközpont Enzimológiai Intézet tudományos tanácsadója, igazgatóhelyettese.
Elsőként fedezte fel azt a mechanizmust, mellyel a növekedési faktorokat érzékelő receptorok továbbadják a jelet az ún. Ras fehérjék felé. Ez is közreműködött abban, hogy célzott daganatterápiát lehessen kifejleszteni. A felfedezésnek nemcsak az alapkutatásban volt nagy visszhangja, hanem a daganatkutatásban is, ugyanis a Ras fehérjék működése gyakran megváltozik a daganatos sejtekben. A kutatás közreműködött abban, hogy célzott daganatterápiát lehessen kifejleszteni.

## Díjai
- Madzsar József-emlékérem (SOTE, 1987)
- Széchenyi Professzori Ösztöndíj (1998-2001)
- Richter Gedeon-díj (1999)
- Széchenyi István Ösztöndíj (2001-2004)
- Kiváló Diákköri nevelő (2008)
- A Magyar Érdemrend tisztikeresztje (2009)
- Tankó Béla-emlékdíj (2012)
- Széchenyi-díj (2020)